# Hebarditettix armatus
Hebarditettix armatus är en insektsart som först beskrevs av Hancock, J.L. 1915.  Hebarditettix armatus ingår i släktet Hebarditettix och familjen torngräshoppor. Inga underarter finns listade i Catalogue of Life.